# Gölcük

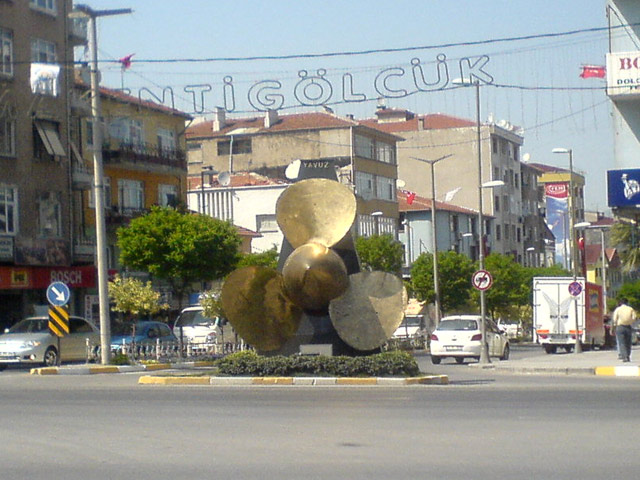
Plac w centrum Gölcük

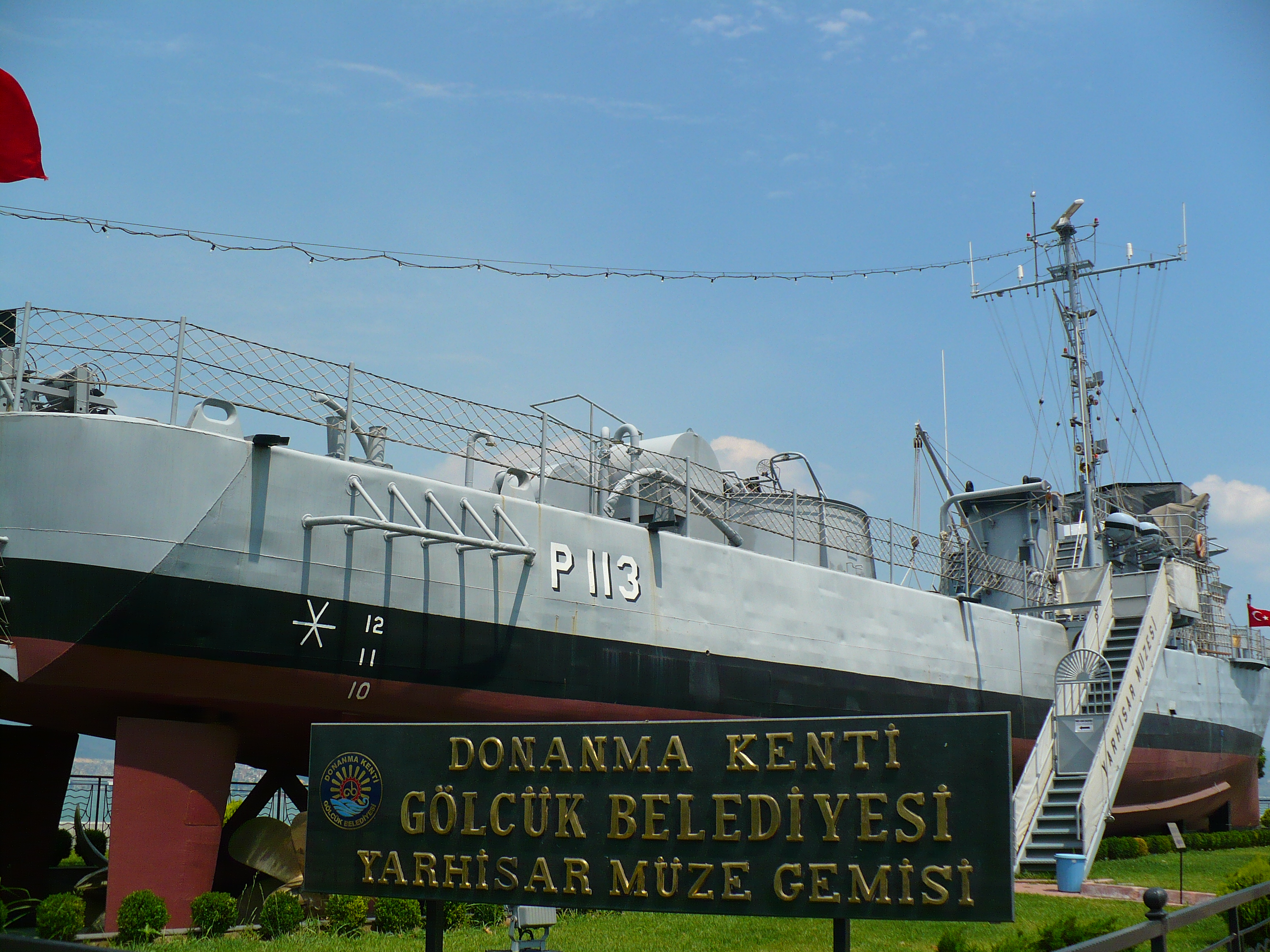
Okręt-muzeum Yarhisar

Gölcük – miasto w Turcji w prowincji Kocaeli. W mieście znajduje się baza tureckiej marynarki wojennej a także zakład motoryzacyjny Ford Otosan. 17 sierpnia 1999 roku miasto nawiedziło trzęsienie ziemi o magnitudzie 7,6 w skali Richtera powodując śmierć niemal 10 tys. mieszkańców miasta.
Według danych na rok 2000 miasto zamieszkiwało 55 790 osób.